# Kalambury (album)
Kalambury – piąty studyjny album polskiej grupy muzycznej Pustki. Album został wydany 23 października 2009. 
Album zawiera utwory nagrane do tekstów polskich poetów, tylko jeden utwór (Nieodwaga) jest autorstwa Radka Łukasiewicza. 5 utworów pojawiło się wcześniej w innych wydawnictwach: 
- Wiersz o szukaniu – Gajcy!
- Wesoły jestem i Jakżeż ja się uspokoję – Wyspiański wyzwala
- Przekwitanie i Kalambury – Broniewski.

Powyższe piosenki na albumie wykonywane są w nowych wersjach. Gościnnie wystąpili Katarzyna Nosowska i Artur Rojek. Album podobnie jak poprzedni został wydany w formie książeczki z tekstami, zdjęciami oraz opiniami wykonawców o wybranych utworach. Na płycie umieszczono także teledysk do utworu Jakżeż ja się uspokoję.
W lipcu 2010 roku album został nominowany do nagrody Superjedynki w kategorii "Płyta rock".

## Lista utworów
1. Trawa – 3:24, (słowa: Julian Tuwim)
2. Kalambury – 2:25, (słowa: Władysław Broniewski)
3. Znój – 4:26, (słowa: Bolesław Leśmian)
4. Wiedza – 3:08, (słowa: Bolesław Leśmian)
5. Dłoń zanurzasz we śnie – 4:16, (słowa: Bolesław Leśmian)
6. Przekwitanie – 2:50, (słowa: Władysław Broniewski)
7. Nieodwaga – 3:07, (słowa: Radek Łukasiewicz)
8. Wesoły jestem – 2:48, (słowa: Stanisław Wyspiański)
9. Jakżeż ja się uspokoję – 3:48, (słowa: Stanisław Wyspiański)
10. Wiersz o szukaniu – 4:01, (słowa: Tadeusz Gajcy)
11. Pożałuj mnie – 3:08, (słowa: Danuta Wawiłow)
12. Notes – 3:25, (słowa: Antoni Słonimski)

## Twórcy
Pustki
- Barbara Wrońska – śpiew, Juno–6, vermona, hammond, rhodes, fortepian, skrzypce, flet, wurlitzer
- Radek Łukasiewicz – gitara, śpiew, automat perkusyjny, bas, tamburyn
- Grzegorz Śluz – perkusja, śpiew
- Szymon Tarkowski, bas

Dawni członkowie Pustek w utworze Przekwitanie
- Janek Piętka – śpiew
- Filip Zawada – instrumenty perkusyjne

Gościnnie:
- Przemysław Memot – instrumenty perkusyjne (utwór Znój)
- Katarzyna Nosowska – śpiew (utwory: Wiedza i Notes)
- Artur Rojek – śpiew (utwór Nieodwaga)